# Somerset, Texas
Somerset là một thành phố thuộc quận Bexar, tiểu bang Texas, Hoa Kỳ. Năm 2010, dân số của xã này là 1631 người.

## Dân số
- Dân số năm 2000: 1550 người.
- Dân số năm 2010: 1631 người.